# Pseudectroma longicauda
Pseudectroma longicauda är en stekelart som beskrevs av Xu 1999. Pseudectroma longicauda ingår i släktet Pseudectroma och familjen sköldlussteklar. Inga underarter finns listade i Catalogue of Life.